# Mitropolia Basarabiei
Mitropolia Basarabiei este o biserică ortodoxă autonomă, de stil vechi, în cadrul Patriarhiei Române, reactivată pe 14 septembrie 1992. Mitropolia Basarabiei este recunoscută oficial drept succesoare spirituală, canonică, istorică a Mitropoliei Basarabiei care a funcționat până în anul 1944 inclusiv. Prin statut, teritoriul Mitropoliei Basarabiei este cel al Republicii Moldova. 
Din 1992 la conducerea Mitropoliei Basarabiei se află Petru Păduraru. În același an, Biserica Ortodoxă Română i-a acordat titlul de mitropolit și exarh al Plaiurilor, adică jurisdicția canonică asupra diasporei ortodoxe române din fosta Uniune Sovietică, act nerecunoscut de Patriarhia Moscovei.
Potrivit propriilor date, Mitropolia Basarabiei numără 4 episcopii istorice sufragane, 15 protopopiate, 278 parohii și 10 schituri sau mănăstiri. În calitate de Exarhat al Plaiurilor (extrateritorial), Mitropolia Basarabiei include mai multe comunități din Federația Rusă, Ucraina, Letonia, Lituania, Estonia, precum și două parohii și o mănăstire de călugări în Statele Unite ale Americii.

## Structură
Potrivit primului articol al Statutului Mitropoliei Basarabiei, înregistrat la 30 iulie 2002 și modificat la 7 martie 2006 prin ordinul nr. 33 al Serviciului de Stat pentru Problemele Cultelor de pe lângă Guvernul Republicii Moldova, „sub raportul orânduirii canonice și administrative Mitropolia Basarabiei cuprinde următoarele eparhii istorice sufragane”:
- Arhiepiscopia Chișinăului,
- Episcopia de Bălți (fosta Episcopie a Hotinului),
- Episcopia Basarabiei de Sud (fosta Episcopie de Cetatea Albă și Ismail),
- Episcopia Ortodoxă a Dubăsarilor și a toată Transnistria (fosta Misiune Ortodoxă Română din Transnistria).

Sub raportul orânduirii canonice și administrative, eparhiile sunt grupate în mitropolie.

## Istoric
Mitropolia Basarabiei a fost creată după Marea Unire de la 1918 prin ridicarea Arhiepiscopiei de Chișinău la rangul de mitropolie. Decizia înființării a fost luată în Sinodul Bisericii Ortodoxe Române din 15 noiembrie 1923. Organizarea propriu-zisa s-a făcut prin legea de organizare a BOR din 1925. Arhiepiscopul de Chișinău, Gurie Grosu, a fost ridicat la rangul de mitropolit al Basarabiei, pe 21 aprilie 1928. La acea dată, jurisdicția Mitropoliei Basarabiei cuprindea arhiepiscopia Chișinăului, episcopia Hotinului și Bălților și Episcopia Cetății Albe - Ismail.
În timpul ocupației sovietice din 1940-1941, și mai apoi sub regim sovietic din 1944 pana în 1992, Mitropolia Basarabiei și-a încetat activitatea, fiind înlocuită de Eparhia Chișinăului, sub autoritatea Patriarhiei Moscovei. Biserica Ortodoxă Română nu a recunoscut niciodată trecerea Basarabiei sub autoritatea canonică Patriarhiei Ruse.
Ca raspuns la cererile adunării eparhiale din 14 septembrie 1992, Sinodul Bisericii Ortodoxe Române din 19 decembrie 1992 a hotărât reactivarea Mitropoliei Basarabiei. Dat fiind contextul istoric, ea este acum autonomă și urmează stilul vechi. Petru Păduraru, fostul episcop de Bălți al Mitropoliei Chișinăului a devenit mai întâi locțiitor, și mai apoi, din octombrie 1995, mitropolit al Basarabiei și exarh al plaiurilor, cu drept de jurisdicție extrateritorială asupra românilor ortodocși din diaspora de răsărit.
A fost înregistrată oficial de guvernul Republicii Moldova la 30 iunie 2002. Și-a reactivat mai multe structuri sufragane, dintre care cele mai importante sunt: Arhiepiscopia Chișinăului, Episcopia de Bălți, Episcopia Basarabiei de Sud, Episcopia Ortodoxă a Dubăsarilor și a toată Transnistria, Seminarul Teologic "Mitropolit Gurie Grosu" din Chișinău. Și-a reactivat sau creat instituții specializate cum ar fi Institutul Teologic Ortodox din Moldova, Seminarul Teologic "Mitropolit Visarion Puiu", "ASCOR" , Misiunea Socială „Diaconia”, Frăția Ortodoxă Română, Arhiva Mitropoliei Basarabiei, Centrul de pelerinaj "Emaus" , Asociaṭia Medicilor si Farmaciștilor Ortodocși Români din Republica Moldova și publicația "Misionarul". A fost recunoscută oficial de autoritățile de la Chișinău drept „succesoare spirituală, canonică și istorică a Mitropoliei Basarabiei care a funcționat până în 1944 inclusiv”.

### Intrarea Arhiepiscopiei Basarabiei sub ascultarea Sinodului de la București
Românii din Basarabia au fost supuși unei politici de rusificare, după anexarea acestei părți a Moldovei de către Imperiul Țarist în 1812. Pe 23 mai 1918, după izbucnirea Revoluția Socialistă din Octombrie, patriarhul Tihon al Moscovei a dat deplină libertate Bisericii Basarabene, ca ea, prin congresul său eparhial, să-și hotărască soarta și să aleagă cu ce biserică autocefală și în ce legături vrea să fie.
La 26 ianuarie 1918, arhiepiscopul Anastasie Gribanovski al Chișinăului a format o comisie pentru convocarea unui sinod local bisericesc al Republicii Moldovenești, spre realizarea unei vieți bisericești autonome, ca urmare a independenței politice față de Imperiul Rus. În cadrul acestei comisii s-a discutat problema raportului bisericii basarabene față de cea română.
Autoritățile române au adoptat față de episcopul Gribanovski o atitudine amenințătoare. În cele din urmă, arhiepiscopul Gribanovski și cei doi episcopi vicari ai săi s-au refugiat la Belgrad.
La 7 aprilie 1918 a fost trimisă o delegație la mitropolitul Pimen de la Iași. Acesta a explicat delegației basarabene că prin independența politică a Basarabiei s-a restabilit legătura canonică a Episcopiei Chișinăului și Hotinului cu Mitropolia Moldovei și Sucevei. Mitropolitul de Iași a arătat că problemele bisericești din Basarabia privesc întreaga Biserică Ortodoxă Română, fapt care a dus la fuga arhiepiscopului Anastasie de la Chișinău la Belgrad. Plecarea lui Anastasie, arhiepiscop legitim al Chișinăului, a declanșat contenciosul bisericesc româno-rus, care durează până în prezent. Simion Mehedinți, ministrul de atunci al Cultelor, s-a pronunțat în sensul că Sinodul de la București ar fi avut numai de câștigat dacă arhiepiscopul Anastasie ar fi acceptat sa intre în rândurile sale.
Sfântul Sinod de la București a decis ca episcopul Hușilor, Nicodim Munteanu, să conducă treburile Arhiepiscopiei Chișinăului și Hotinului până la alegerea unui titular. Începând cu februarie 1919 arhiepiscop al Chișinăului a fost numit Gurie Grosu.
La 30 decembrie 1919 Sfântul Sinod al Bisericii Ortodoxe Române, format din ierarhii provinciilor românești reunite, întrunit în ședință extraordinară, a luat hotărârea solemnă ca "după cum s-a realizat unirea tuturor teritoriilor românești la Patria-Mamă, tot astfel să se realizeze și unitatea bisericească pe întreg pământul României întregite, într-o singură Biserică Autocefală Ortodoxă".

### Ridicarea la rang de mitropolie
Pe parcursul anului 1927, Adunarea Eparhială de la Chișinău a adresat Sfântului Sinod cererea ca Arhiepiscopia Chișinăului să fie ridicată la rangul de Mitropolie, avându-l în frunte tot pe Gurie Grosu. Drept urmare, arhiepiscopul Gurie Grosu a primit din partea Sfântului Sinod de la București rangul de mitropolit al Basarabiei, decizie confirmată de autoritățile române prin Decret Regal.
I-a avut ca mitropoliți, până la ocupațiile sovietice din 1940 și 1944 pe Gurie Grosu și Efrem Enachescu. Alți episcopi eparhioți în Mitropolia Basarabiei au fost: Nicodim Munteanu, Cosma Petrovici, Nectarie Cotlarciuc, Justinian Teculescu, Dionisie Erhan, Policarp Morușca, Antim Nica, Visarion Puiu, Tit Simedrea, Partenie Ciopron și Benedict Ghiuș.

### Ocupația sovietică din 1940 și războiul
În momentul intrării tancurilor sovietice în partea de răsărit a României, Mitropolia Basarabia cuprindea 1090 de biserici parohiale și 30 de mănăstiri. Cea mai mare parte dintre ele au fost închise, vandalizate, profanate, incendiate sau distruse complet. 57 de preoți ai Mitropoliei Basarabiei, care nu au acceptat jurisdicția impusă de Moscova, au fost martirizați prin împușcare, schingiuire sau alte forme. Alții au fost deportați în Siberia. În 1941, Mitropolia Basarabiei și-a reluat activitatea sub oblăduirea Sinodului Bisericii Ortodoxe Române. Odată cu avansarea liniei frontului spre răsărit și trecerea intefluviului Nistru-Bugul de Sud sub administrație civilă românească, Patriarhia Română a organizat inițial la Tiraspol, apoi la Odesa Misiunea Ortodoxă Română din Transnistria. În 1942, Mitropolitul Efrem Enăchescu a dispus să fie întocmit Martirologiul Bisericii Basarabene.

### Reorganizarea Mitropoliei Basarabiei

Organizarea Mitropoliei Ortodoxe Române a Basarabiei

Autoritățile Republicii Moldova au refuzat inițial recunoașterea Mitropoliei Basarabiei, supunând credincioșii și clericii ei persecuției metodice și sistematice. La 26 ianuarie 1999 Mitropolia Basarabiei s-a adresat Curții Europene a Drepturilor Omului, reclamând încălcarea dreptului la libertate religioasă de către autoritățile Republicii Moldova. Mitropolia Basarabiei a fost reprezentantă la Curtea Europeană a Drepturilor Omului de deputatul basarabean Vlad Cubreacov și avocatul americano-britanic John Warwick Montgomery. Curtea Europeană a Drepturilor Omului din Strasbourg a constatat încălcarea prevederilor articolelor 9 și 13 ale Convenției Europene a Drepturilor Omului de către autoritățile Republicii Moldova și a dispus recunoașterea Mitropoliei Basarabiei, obligând Republica Moldova la plata de daune morale în valoare de 20.000 Euro. 
Această decizie a dus la recunoașterea Mitropoliei Basarabiei de către autoritățile Republicii Moldova.
Mitropolia Basarabiei revendică restituirea in integrum a imenselor sale proprietăți confiscate, naționalizate, spoliate sau ridicate în orice alt fel de către regimul sovietic de ocupație și deținute în prezent de guvernul Republicii Moldova. În acest subiect, Mitropolia Basarabiei a adresat o nouă plângere Curții Europene a Drepturilor Omului.
Mitropolia Basarabiei și-a reactivat eparhiile istorice sufragane, iar autoritățile Republicii Moldova le-au admis in legalitate în perioade diferite: Arhiepiscopia Chișinăului (în 2004), Episcopia de Bălți (fosta Episcopie a Hotinului, în 2004), Episcopia Basarabiei de Sud (fosta Episcopie a Cetății Albe - Ismail, în 2006) și Episcopia Ortodoxă a Dubăsarilor și a toată Transnistria (fosta Misiune Ortodoxă Română din Transnistria, în 2006).
Din octombrie 1995 Mitropolia Basarabiei are rangul superior de Exarhat al Plaiurilor și la ea pot adera, extrateritorial, comunități ortodoxe române din afara Republicii Moldova. Statutul de Exarhat al Plaiurilor este recunoscut de autoritățile Republicii Moldova.
Totuși, există în continuare o ușoară persecuție a mitropoliei Basarabiei de către statul moldovenesc, în specialul în timpul în care moldoveniștii și rusofilii au fost la putere. De exemplu, pe data de 21 ianuarie 2008, patriarhul Alexei al II-lea și președintele moldovean Vladimir Voronin au condamnat existența Mitropoliei Basarabiei, cel din urmă susținând că aceasta reprezintă "o unealtă a expansionismului românesc asupra statului suveran moldovenesc".

## Stema
Potrivit tradiției heraldice bisericești, Mitropolia are o stemă proprie care este utilizată în antetul Mitropoliei, sigiliul Mitropoliei, ștampila personală a Mitropolitului, pe frontispiciul publicațiilor bisericești și pe foaia de titlu a tipăriturilor bisericești, este brodată cu fir de aur pe steagul Mitropoliei, sculptată pe frontispiciul Catedralei și pe tronul mitropolitan.
Stema Mitropoliei Basarabiei reprezintă: un scut de argint cu un brâu roșu, încărcat cu icoana Învierii Domnului, timbrat cu mitră de aur, așezat pe o cârjă episcopală și o cruce de aur, încrucișate, însoțite de omofoare albastre încărcate cu cruciulițe de aur, brodate cu galon și franjuri de aur, și având în partea inferioară o eșarfă roșie desfășurată în trei segmente de bază pe care sunt imprimate cu majuscule, în limba română, cuvintele „ÎNTRU LUMINA TA VOM VEDEA LUMINĂ”.